# 小タンパク質
小タンパク質（しょうたんぱくしつ、英: small proteins）は、通常は100アミノ酸未満の長さを持つ、多様なフォールドクラスのタンパク質である。それらの三次構造は、通常、ジスルフィド架橋、金属リガンド、および/またはヘムなどの補酵素によって維持されている。小タンパク質の中には、特定の酵素と直接相互作用することで重要な制御機能を果たし、それゆえに微生物の生物工学的応用のための興味深いツールでもある。

## 参照項目
- システインリッチタンパク質（英語版）
- 天然変成タンパク質
- 金属結合タンパク質（英語版）
- マイクロペプチド（英語版）